# Cladocarpus lignosus
Cladocarpus lignosus is een hydroïdpoliep uit de familie Aglaopheniidae. De poliep komt uit het geslacht Cladocarpus. Cladocarpus lignosus werd in 1872 voor het eerst wetenschappelijk beschreven door Kirchenpauer. 